# Matthew Berkeley
Matthew Berkeley (* 3. August 1987 in Manchester) ist ein ehemaliger Fußballspieler. Er besitzt sowohl die Staatsangehörigkeit des Vereinigten Königreiches sowie die des föderalen Inselstaates St. Kitts und Nevis.

## Karriere

### Klub
Berkeley begann seine Karriere bei den Junioren des AFC Workington und spielte später für Crewe Alexandra. Im April 2004 wechselte er zum schottischen Klub FC Gretna. Nach teilweise nur kurzen Aufenthalten bei den Vereinen FC Altrincham, AFC Workington, FC Droylsden, Leigh Genesis, AFC Mossley und FC Hyde, wechselte Berkeley Anfang 2009 nach Wales zum dortigen Rekordmeister The New Saints FC, mit dem er in der Saison 2009/10 die walisische Meisterschaft gewann. Dies führte auch zu Einsätzen in der Qualifikationsphase der Europa League sowie der UEFA Champions League.
Es folgten ab der Saison 2011/12 weitere zahlreiche Vereinswechsel zum FC Hyde, AFC Workington, Colwyn Bay FC, FC Droylsden, Stafford Town und Stafford Rangers. Über den genauen Zeitpunkt seines Karriereendes liegen keine Informationen vor.

### Nationalmannschaft
Seine beiden einzigen Einsätze für die A-Nationalmannschaft von St. Kitts und Nevis hatte er am 11. und am 15. November 2011 jeweils gegen Kanada in der Qualifikationsphase für die Weltmeisterschaft 2014.